# Guy Joosten
Guy Joosten (geboren am 4. März 1963 in Genk) ist ein belgischer Theater- und Opernregisseur, der regelmäßig in Deutschland arbeitet.

## Leben und Werk
1984 gründeten Guy Joosten und Luk Perceval die Blauwe Maandag Compagnie mit Sitz in Antwerpen. In diesem alternativen Theaterkollektiv fungierte er als künstlerischer Leiter und Regisseur. Rasch wurde er eingeladen, auch an anderen Bühnen zu inszenieren, am NTGent, an der Koninklijke Vlaamse Schouwburg in Brüssel und am Brussels Kamertoneel. Es folgten Einladungen nach Amsterdam, Eindhoven und Groningen.
1991, im Alter von 28 Jahren, debütierte er am Wiener Burgtheater mit Nachtwache von Lars Norén, einem Stück, mit welchem er zuvor bereits Preise in den Niederlanden gewonnen hatte. Im Jahr darauf war er bereits Oberspielleiter am Hamburger Thalia Theater, verpflichtet vom damaligen Intendanten Jürgen Flimm. Seine Einstandsinszenierung war 1992 Die Möwe mit Lena Stolze als Nina.
1991 inszenierte er erstmals Oper, an der Vlaamse Opera in Antwerpen. Seither hat er an einer Reihe von Opernhäusern gearbeitet, in  Amsterdam, Barcelona, Bern, Bologna, Brüssel, Duisburg, Düsseldorf, Essen, Genève, Göteborg, Hamburg, Helsinki, Kopenhagen, Leipzig, Lissabon, London, Liège, Madrid, Maribor, Marseille, Monte Carlo, Montpellier, Oviedo, Rouen, Saint-Étienne, St. Gallen, Sofia, Wien und Zürich. 2005 inszenierte er erstmals an der Metropolitan Opera in New York: Die All-Stars-Produktion von Roméo et Juliette von Charles Gounod mit Rolando Villazón und Anna Netrebko in den Titelpartien und mit Plácido Domingo am Pult wurde zwei Jahre später für das Fernsehen aufgezeichnet. 2015 wurde seine Elektra-Inszenierung am Teatro Comunale di Bologna mit dem Premio Abbiati für Beste Regie ausgezeichnet. 2018 waren seine Arbeiten erstmals in Asien zu sehen, an der Korea National Opera in Seoul und am Tokyo Nikikai Opera Theatre.
Joosten arbeitete und arbeitet mit bekannten Theaterleuten zusammen, beispielsweise mit den Bühnenbildnern Johannes Leiacker, Katrin Nottrodt und Martin Zehetgruber, dem Choreographen Stijn Celis oder dem Lichtdesigner Manfred Voss. Zu seinen Regieassistenten zählten Johannes Erath und Sandy Tomsits, die in der Folge selbst Opernregisseure wurden. Er unterrichtet auch, an der Universität Hamburg sowie in Amsterdam, Eindhoven, Saarbrücken, Maastricht und Barcelona. Am Königlichen Konservatorium Antwerpen gab er Opernkurse. 2013 gründete er die International Opera Academy in Gent, die er seither leitet. Er gibt auch Meisterklassen, beispielsweise in Antwerpen, Sofia und Tel Aviv.

## Ausgewählte Inszenierungen

### Sprechtheater
- 1992: Die Möwe von Anton P. Tschechow, Thalia Theater (Hamburg) – mit Lena Stolze als Nina
- 1995: Der Vater von August Strindberg – Thalia Theater (Hamburg) – mit Swantje Henke

### Musiktheater
- 2002: La Bohème von Giacomo Puccini, Theater an der Wien (Klangbogen), Dirigent: Marco Guidarini
- 2006: Die lustige Witwe von Franz Lehár, Stadttheater Bern
- 2008: Die Frau ohne Schatten von Richard Strauss, Deutsche Oper am Rhein, Düsseldorf, Dirigent: John Fiore
- 2009: Lucia di Lammermoor von Gaetano Donizetti, Théâtre Royal de la Monnaie, Brüssel (Cirque Royal), Dirigent: Julian Reynolds
- 2012: Rumor von Christian Jost, Vlaamse Opera, Antwerpen, UA
- 2016: Le Cid von Jules Massenet, St. Galler Festspiele, Dirigent: Modestas Pitrėnas
- 2019: Cardillac von Paul Hindemith, Vlaamse Opera, Antwerpen

## Auszeichnungen
- 1989: Theaterfestivalpreis Rotterdam für die Inszenierung Nachtwache
- 1989: Belgischer Thalia-Preis für seine Arbeit mit der Blauwe Maandag Compagnie
- 1999: Kulturbotschafter Flanderns, aufgrund seiner Operninszenierungen
- 2010: Prix de L’Europe Francophone
- 2015: Premio Abbiati (Beste Regie) für Elektra in Bologna